# Pierre Nommesch
Pierre Nommesch (Stadtbredimus, 16 dicembre 1864 – Lussemburgo, 9 ottobre 1935) è stato un vescovo cattolico lussemburghese.

## Biografia
Monsignor Pierre Nommesch nacque a Stadtbredimus il 16 dicembre 1864 in una ricca famiglia di commercianti di vino ed era una dei sette figli di Pierre e Elisabeth Collignon.

### Formazione e ministero sacerdotale
Studiò in patria e presso la Pontificia Università Gregoriana a Roma.
Il 28 ottobre 1890 fu ordinato presbitero per la diocesi di Lussemburgo. Dal 1894 al 1901 fu cappellano della cattedrale di Notre-Dame a Lussemburgo e direttore del suo coro. Il 23 dicembre 1901 venne nominato parroco di Keel e nel 1913 divenne parroco di Diashes, una frazione di Bettembourg.

### Ministero episcopale

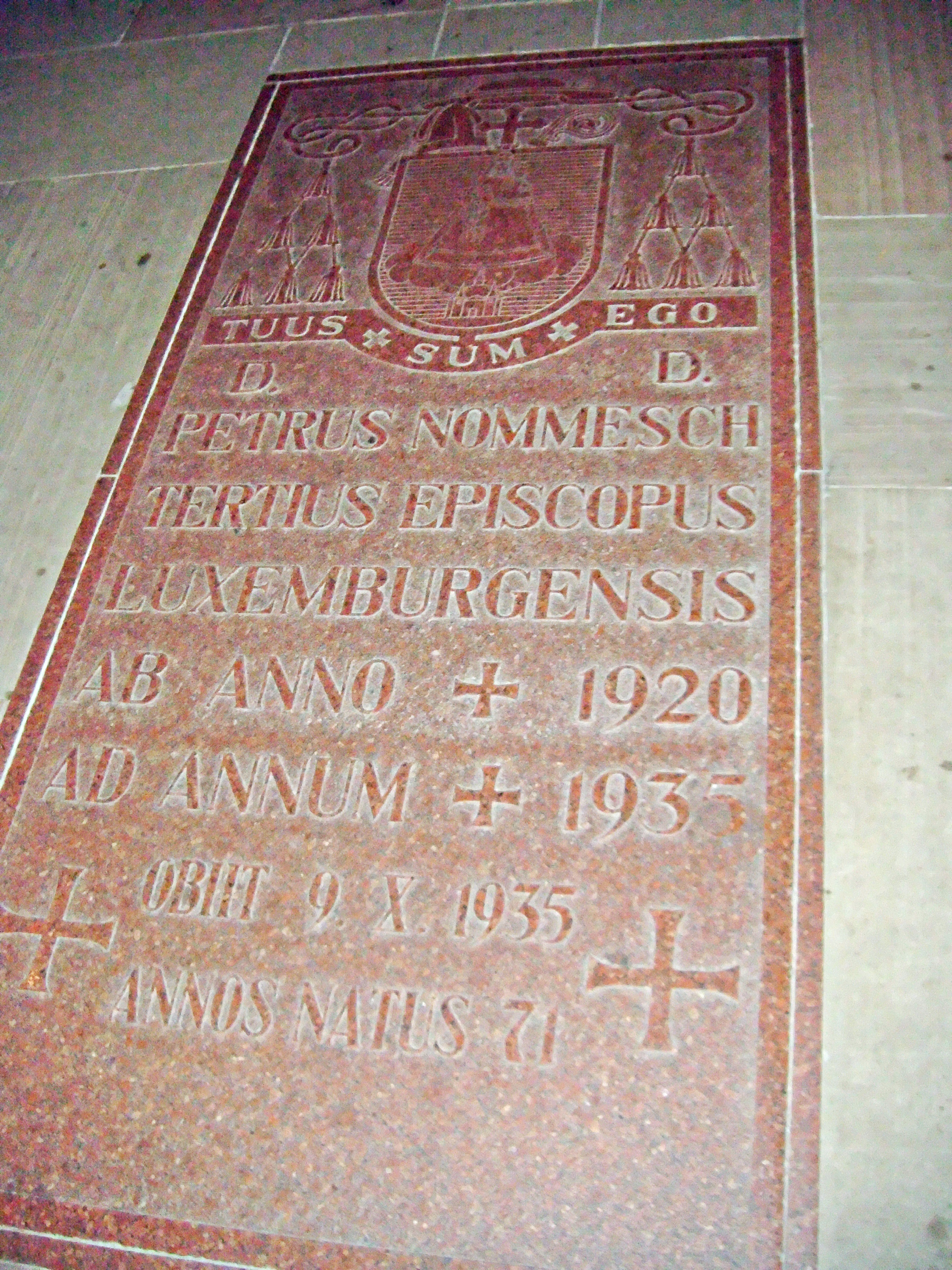
Tomba di monsignor Pierre Nommesch nella cattedrale di Notre-Dame a Lussemburgo.

Dopo la morte di monsignor Johannes Joseph Koppes avvenuta il 29 novembre 1918, la diocesi di Lussemburgo rimase sede vacante per quindici mesi. La Santa Sede voleva infatti valutare la situazione politico-istituzionale dopo l'abdicazione della granduchessa Maria Adelaide in favore della sorella Carlotta. Durante la prima guerra mondiale il granducato fu occupato dall'esercito tedesco e il comportamento di Maria Adelaide parve troppo accondiscendente verso gli occupanti, se non addirittura amichevole. Perciò, al termine della guerra, criticata nel Paese e di fronte al rischio di annessione da parte del Belgio o della Francia, nel 1919 abdicò in favore della sorella minore Carlotta per salvare l'indipendenza del paese e la dinastia regnante.
L'8 marzo 1920 papa Benedetto XV lo nominò vescovo di Lussemburgo. Ricevette l'ordinazione episcopale il 25 dello stesso mese nella cattedrale di Notre-Dame a Lussemburgo dall'arcivescovo Sebastiano Nicotra, nunzio apostolico in Belgio e internunzio apostolico nei Paesi Bassi e in Lussemburgo, coconsacranti il vescovo di Namur Thomas Louis Heylen e il vescovo ausiliare di Malines Antoine Alphonse de Wachter
Nel 1921, all'inizio del suo episcopato, raddoppiò i tempi delle celebrazioni dell'ottava, perché una settimana non era più sufficiente per dare spazio a tutte le parrocchie e le associazioni. Durante il suo episcopato siglò diversi accordi con lo Stato. Contribuì in modo significativo a risolvere il problema e a raggiungere un compromesso sulla questione della catechesi nelle scuole pubbliche. In realtà già dal 1912 la catechesi si teneva nelle parrocchie.
Fu sempre fedele alla monarchia del paese e alla Santa Sede ed era molto devoto alla Beata Vergine Maria. Promosse i lavori di ampliamento della cattedrale di Notre-Dame a Lussemburgo che iniziarono il 12 maggio 1935 e continuarono sotto il suo successore, monsignor Joseph Laurent Philippe. Nel 1924 celebrò il congresso eucaristico nazionale. Uno dei molti frutti di questo fu l'aumento nella devozione al Sacro Cuore di Gesù. Nel 1930 avviò la ricostruzione del nuovo seminario vescovile a Limpertsberg che prima era ospitato in un vecchio collegio gesuita vicino alla cattedrale. Si adoperò per il consolidamento delle associazioni e dei movimenti religiosi ispirati dalle attività dell'Azione Cattolica. Promosse anche la stampa cattolica e le opere di beneficenza sociale. Durante il suo episcopato molte chiese furono ingrandite o ricostruite
Morì a Lussemburgo il 9 ottobre 1935 e fu sepolto nella cripta della cattedrale di Notre-Dame a Lussemburgo.

## Genealogia episcopale e successione apostolica
La genealogia episcopale è:
- Cardinale Scipione Rebiba
- Cardinale Giulio Antonio Santori
- Cardinale Girolamo Bernerio, O.P.
- Arcivescovo Galeazzo Sanvitale
- Cardinale Ludovico Ludovisi
- Cardinale Luigi Caetani
- Cardinale Ulderico Carpegna
- Cardinale Paluzzo Paluzzi Altieri degli Albertoni
- Papa Benedetto XIII
- Papa Benedetto XIV
- Papa Clemente XIII
- Cardinale Marcantonio Colonna
- Cardinale Giacinto Sigismondo Gerdil, B.
- Cardinale Giulio Maria della Somaglia
- Cardinale Carlo Odescalchi, S.I.
- Cardinale Costantino Patrizi Naro
- Cardinale Lucido Maria Parocchi
- Papa Pio X
- Papa Benedetto XV
- Arcivescovo Sebastiano Nicotra
- Vescovo Pierre Nommesch

La successione apostolica è:
- Vescovo Jacques Mangers, S.M. (1932)